# Maerineun oebakjung
Maerineun oebakjung (매리는 외박중?, lett. Mary è rimasta fuori tutta la notte; titolo internazionale Mary Stayed Out All Night) è un drama coreano trasmesso su KBS2 dal 8 novembre al 28 dicembre 2010.

## Trama
Wi Mae-ri è una giovane donna testarda senza esperienza di appuntamenti. Assomiglia alla sua defunta madre, ma il suo temperamento focoso viene direttamente da suo padre fannullone). I fallimenti negli affari di suo padre creano sempre problemi, ma Mae-ri lo ama ancora. Poiché non può permettersi le tasse universitarie, smette temporaneamente di frequentare il college e, senza particolari abilità, inizia a fare lavoretti. Un giorno, portando in giro gli amici come uno di quei lavori, colpisce accidentalmente il musicista Kang Mu-gyul e nel corso di una serie di eventi, diventano amici. Il padre di Mae-ri le propone di sposare il figlio del suo ricco amico Byun Jung-in per pagare i loro debiti. Lei rifiuta; quando suo padre non glielo permette, e infatti falsifica le firme della coppia su un registro di matrimonio, lei finge di aver già sposato Mu-gyul. Invece di accettarlo, suo padre propone un patto: passa 100 giorni con entrambi e poi lei può decidere chi vuole sposare. E da lì si forma un triangolo amoroso...